# 동아시아 슈퍼리그
동아시아 슈퍼리그(East Asia Super League, EASL)는 일본, 대한민국, 필리핀, 중화민국의 클럽이 참여하는 국제 농구 리그이다.
2017년부터 2019년까지 EASL은 해당 지역의 일부 프로 농구 리그 소속 클럽들이 참가하는 4개의 프리시즌 토너먼트(Super 8 및 Terrific 12)를 주최했다. 국제 농구 아시아 연맹의 공식적인 지원으로 EASL은 본격적인 리그로 전환했다. 첫 번째 시즌은 2023년에 개최되어 8개 팀이 참여한다.

## 역사
동아시아 슈퍼 리그는 매트 베이어와 헨리 케린스가 공동 창립한 아시아 리그이다. 이는 창립자들이 지역 내 인구를 고려하여 농구 클럽을 대상으로 하는 높은 수준의 국제 토너먼트가 부족하다고 판단한 것에 대한 대응이다. 이는 약 20억 달러 규모이며, 이는 지역 클럽 간 토너먼트를 위한 잠재적인 시장이 될 수 있다. 아시아 리그는 아시아의 프로 팀들이 모 리그 일정과의 충돌을 최소화하면서 서로 경쟁할 수 있는 NBA의 라스베거스 서머 리그의 동아시아 대응으로 구상되었다.
이들의 명시된 임무는 CBA(중국), B.리그(일본), KBL(대한민국), PBA(필리핀), SBL(대만), ABL(동남아시아, 중국, 대만) 등의 이름의 주최측과 함께 상위 아시아 리그의 클럽 팀이 참가하는 농구 토너먼트를 조직할 수 있도록 하는 것이다.

## 같이 보기
- 아세안 농구 리그
- 윌리엄 존스컵